# Adams Brothers Company
Adams Brothers Company war ein US-amerikanischer Hersteller von Kraftfahrzeugen.

## Unternehmensgeschichte
Das Unternehmen wurde 1910 in Findlay in Ohio gegründet. Im gleichen Jahr begann die Produktion von   Personenkraftwagen. Der Markenname lautete Adams. Joseph Borovitz war der Designer. 1910 endete die Pkw-Produktion, dafür entstanden nun Lastkraftwagen. 1914 gab es finanzielle Probleme. 1916 endete die Produktion.

## Pkw
Das einzige Modell war der Thirty. Sein Vierzylindermotor leistete 30 PS. Der Radstand betrug 300 cm. Der offene Tourenwagen bot Platz für fünf Personen.